# Українська сільська рада (Іванівський район)
Украї́нська сільська́ ра́да — адміністративно-територіальна одиниця та орган місцевого самоврядування в Іванівському районі Херсонської області. Адміністративний центр — село Українське.

## Загальні відомості
- Територія ради: 93,069 км²
- Населення ради: 792 особи (станом на 2001 рік)

## Населені пункти
Сільській раді підпорядковані населені пункти:
- с. Зелений Гай
- с. Українське

## Склад ради
Рада складається з 12 депутатів та голови.
- Голова ради: Холодний Віктор Вікторович
- Секретар ради: Оликсюк Людмила Олексіївна

### Керівний склад попередніх скликань
| Прізвище, ім'я, по батькові | Основні відомості                                                         | Дата обрання | Дата звільнення |
| --------------------------- | ------------------------------------------------------------------------- | ------------ | --------------- |
| Холодний Віктор Вікторович  | Сільський голова, 1969 року народження, освіта вища, член Народної партії | 26.03.2006   | 31.10.2010      |
| Холодний Віктор Вікторович  | Сільський голова, 1969 року народження, освіта вища, член Партії регіонів | 31.10.2010   |                 |

Примітка: таблиця складена за даними сайту Верховної Ради України

### Депутати
За результатами місцевих виборів 2010 року депутатами ради стали:

#### За суб'єктами висування
| Суб'єкт висування | Кількість обраних депутатів | %    |
| ----------------- | --------------------------- | ---- |
| Партія регіонів   | 8                           | 66,7 |
| Самовисування     | 4                           | 33,3 |

#### За округами
| № округу        | Прізвище, ім'я, по батькові      | Дата визнання обраним | Освіта  | Партійна приналежність                        | Відомості про обраного депутата                       |
| --------------- | -------------------------------- | --------------------- | ------- | --------------------------------------------- | ----------------------------------------------------- |
| Партія регіонів |                                  |                       |         |                                               |                                                       |
| 2               | Семенюк Людмила Володимирівна    | 03.11.2010            | середня | член Партії регіонів                          | тимчасово не працює                                   |
| 3               | Мінасян Олександра Захаріївна    | 03.11.2010            | середня | член Партії регіонів                          | ПП Брагінець, реалізатор                              |
| 6               | Крамчанін Антоніна Олександрівна | 03.11.2010            | середня | член Партії регіонів                          | Українська загальноосвітня школа, медсестра           |
| 8               | Фесик Ірина Захаріївна           | 03.11.2010            | середня | член Партії регіонів                          | тимчасово не працює                                   |
| 9               | Оликсюк Людмила Олексіївна       | 03.11.2010            | середня | член Партії регіонів                          | Українська сільська рада, секретар                    |
| 10              | Мяснікова Алла Олександрівна     | 03.11.2010            | вища    | член Партії регіонів                          | Українська загальноосвітня школа, вчитель             |
| 11              | Михайлова Ліля Василівна         | 03.11.2010            | середня | член Партії регіонів                          | ТОВ «Росія», зоотехнік-селекціонер                    |
| 12              | Горицька Ірина Олександрівна     | 03.11.2010            | середня | член Партії регіонів                          | ТОВ «Росія», ветеринар                                |
| Самовисування   |                                  |                       |         |                                               |                                                       |
| 1               | Погосян Світлана Василівна       | 03.11.2010            | середня | член Всеукраїнського об'єднання «Батьківщина» | тимчасово не працює                                   |
| 4               | Тараненко Ілона Володимирівна    | 03.11.2010            | середня | член Всеукраїнського об'єднання «Батьківщина» | Українська загальноосвітня школа, технічний працівник |
| 5               | Настасяк Олена Володимирівна     | 03.11.2010            | середня | член Всеукраїнського об'єднання «Батьківщина» | Українська сільська рада, спеціаліст ІІ категорії     |
| 7               | Тараненко Анатолій Петрович      | 03.11.2010            | середня | член Всеукраїнського об'єднання «Батьківщина» | тимчасово не працює                                   |

## Населення
Згідно з переписом УРСР 1989 року чисельність наявного населення сільської ради становила 802 особи, з яких 382 чоловіки та 420 жінок.
За переписом населення України 2001 року в сільській раді мешкали 793 особи.

### Мова
Розподіл населення за рідною мовою за даними перепису 2001 року:
| Мова       | Відсоток |
| ---------- | -------- |
| українська | 86,74 %  |
| російська  | 8,33 %   |
| вірменська | 1,64 %   |
| молдовська | 0,38 %   |
| болгарська | 0,13 %   |
| інші       | 2,78 %   |